# Liste des chapitres de Btooom!
Cet article est un complément de l'article sur le manga Btooom!. Il contient la liste des volumes du manga parus en presse à partir du tome 1, avec les chapitres qu’ils contiennent.

## Volumes reliés

### Tomes 1 à 10
| no | Japonais         | Japonais          | Français         | Français          |
| no | Date de sortie   | ISBN              | Date de sortie   | ISBN              |
| --- | ---------------- | ----------------- | ---------------- | ----------------- |
| 1 | 9 octobre 2009   | 978-4-10-771516-6 | 4 janvier 2012   | 978-2-7234-8540-1 |
| Liste des chapitres : - Épisode 1 : START - Épisode 2 : Ligne de démarcation - Épisode 3 : Real - Épisode 4 : Rêve profond - Épisode 5 : Piège… - Épisode 6 : Survival |                  |                   |                  |                   |
| 2 | 9 janvier 2010   | 978-4-10-771537-1 | 7 mars 2012      | 978-2-7234-8541-8 |
| Liste des chapitres : - Épisode 07 : Adolescence - Épisode 08 : L'Éveil - Épisode 09 : Classement mondial - Épisode 10 : Résistance - Épisode 11 : Confusion - Épisode 12 : Effondrement - Épisode 13 : Prélude - Épisode 14 : Une lycéenne sanguinaire                                                        |                  |                   |                  |                   |
| 3 | 8 mai 2010       | 978-4-10-771563-0 | 9 mai 2012       | 978-2-7234-8542-5 |
| Liste des chapitres : - Épisode 15 : La Tentation du sang - Épisode 16 : Un doux piège - Épisode 17 : Des yeux dans les ténèbres - Épisode 18 : Assaut - Épisode 19 : Trahison - Épisode 20 : Le Soir du sacrifice - Épisode 21 : Brise marine - Épisode 22 : En première ligne                                |                  |                   |                  |                   |
| 4 | 9 octobre 2010   | 978-4-10-771593-7 | 4 juillet 2012   | 978-2-7234-8543-2 |
| Liste des chapitres : - Épisode 23 : Une réalité qui s'estompe - Épisode 24 : Infraction au règlement - Épisode 25 : Chasseur - Épisode 26 : Proie - Épisode 27 : Romance virtuelle - Épisode 28 : Dans les ruines - Épisode 29 : Hésitation - Épisode 30 : Revenu de loin - Épisode 31 : Voie sans issue      |                  |                   |                  |                   |
| 5 | 9 juin 2011      | 978-4-10-771622-4 | 5 septembre 2012 | 978-2-7234-8761-0 |
| Liste des chapitres : - Épisode 32 : ANOTHER SIDE ÉPISODE HIMIKO 1 - Épisode 33 : ANOTHER SIDE ÉPISODE HIMIKO 2 - Épisode 34 : ANOTHER SIDE ÉPISODE HIMIKO 3 - Épisode 35 : ReStart - Épisode 36 : Un fantôme vêtu de blanc - Épisode 37 : Des règles à suivre                                                 |                  |                   |                  |                   |
| 6 | 9 septembre 2011 | 978-4-10-771633-0 | 7 novembre 2012  | 978-2-7234-8762-7 |
| Liste des chapitres : - Épisode 38 : Intensification des combats sur la ligne de front - Épisode 39 : Des joueurs parmi les meilleurs - Épisode 40 : Le Cours des choses - Épisode 41 : High Level |                  |                   |                  |                   |
| 7 | 7 janvier 2012   | 978-4-10-771647-7 | 27 février 2013  | 978-2-7234-9265-2 |
| Au Japon, le tome 7 (ISBN 978-4-10-771648-4) est sorti en édition limitée avec une couverture différente et la couleur prédominante passe du vert au bleu.Liste des chapitres : - Épisode 42 : Un vieil ami - Épisode 43 : Intentions réelles - Épisode 44 : Loi naturelle - Épisode 45 : Deux âmes sacrifiées |                  |                   |                  |                   |
| 8 | 8 juin 2012      | 978-4-10-771665-1 | 2 mai 2013       | 978-2-7234-9456-4 |
| Liste des chapitres : - Épisode 46 : Résurrection - Épisode 47 : Prélude à la destruction - Épisode 48 : Invisible - Épisode 49 : Adieux |                  |                   |                  |                   |
| 9 | 7 septembre 2012 | 978-4-10-771680-4 | 19 juin 2013     | 978-2-7234-9488-5 |
| Liste des chapitres : - Épisode 50 : Liens - Épisode 51 : En équipe - Épisode 52 : Recrutement - Épisode 53 : Sadique |                  |                   |                  |                   |
| 10 | 9 janvier 2013   | 978-4-10-771693-4 | 4 septembre 2013 | 978-2-7234-9595-0 |
| Liste des chapitres : - Épisode 54 : Conspiration - Épisode 55 : Confusion - Épisode 56 : La Reine nue - Épisode 57 : Opération sauvetage |                  |                   |                  |                   |

### Tomes 11 à 20
| no | Japonais         | Japonais          | Français          | Français          |
| no | Date de sortie   | ISBN              | Date de sortie    | ISBN              |
| --- | ---------------- | ----------------- | ----------------- | ----------------- |
| 11 | 9 mai 2013       | 978-4-10-771708-5 | 3 janvier 2014    | 978-2-7234-9927-9 |
| Liste des chapitres : - Épisode 58 : Obstination - Épisode 59 : Une communauté de destins - Épisode 60 : Cérémonie - Épisode 61 : Combat à mort                                     |                  |                   |                   |                   |
| 12 | 9 septembre 2013 | 978-4-10-771718-4 | 16 avril 2014     | 978-2-344-00111-0 |
| Liste des chapitres : - Épisode 62 : Le tout pour le tout - Épisode 63 : Une succession de cadavres - Épisode 64 : Illusions - Épisode 65 : Une organisation sortie de l'ombre      |                  |                   |                   |                   |
| 13 | 9 janvier 2014   | 978-4-10-771733-7 | 4 mars 2015       | 978-2-344-00655-9 |
| Liste des chapitres : - Épisode 66 : De l'autre côté de l'île - Épisode 67 : Sept suspects - Épisode 68 : Un ennemi invisible - Épisode 69 : Pouvoir médiumnique                    |                  |                   |                   |                   |
| 14 | 9 mai 2014       | 978-4-10-771746-7 | 1er juillet 2015  | 978-2-344-00656-6 |
| Liste des chapitres : - Épisode 70 : Le Vrai Coupable - Épisode 71 : Prêt à tuer - Épisode 72 : Malédiction - Épisode 73 : Maudit à jamais                                          |                  |                   |                   |                   |
| 15 | 9 septembre 2014 | 978-4-10-771773-3 | 9 septembre 2015  | 978-2-344-00868-3 |
| Liste des chapitres : - Épisode 74 : En coulisses - Épisode 75 : Le pirate justicier - Épisode 76 : De nouvelles règles - Épisode 77 : Changement de règles                         |                  |                   |                   |                   |
| 16 | 9 janvier 2015   | 978-4-10-771794-8 | 6 janvier 2016    | 978-2-344-01292-5 |
| Liste des chapitres : - Épisode 78 : Menace - Épisode 79 : Prêt à vivre, prêt à mourir - Épisode 80 : Seulement pour soi (1re partie) - Épisode 81 : Seulement pour soi (2e partie) |                  |                   |                   |                   |
| 17 | 9 mai 2015       | 978-4-10-771819-8 | 6 avril 2016      | 978-2-344-01293-2 |
| Liste des chapitres : - Épisode 82 : Un cerveau de gamer - Épisode 83 : Esclave - Épisode 84 : Another side Episode Oda 1 - Épisode 85 : Another side Episode Oda 2                 |                  |                   |                   |                   |
| 18 | 9 septembre 2015 | 978-4-10-771843-3 | 6 juillet 2016    | 978-2-344-01481-3 |
| Liste des chapitres : - Épisode 86 : Another side Episode Oda 3 - Épisode 87 : Final Mission - Épisode 88 : Fichier de secours - Épisode 89 : La riposte est lancée                 |                  |                   |                   |                   |
| 19 | 9 janvier 2016   | 978-4-10-771871-6 | 21 septembre 2016 | 978-2-344-01662-6 |
| Liste des chapitres : - Épisode 90 : Xaviera Francesca - Épisode 91 : Le dieu de la mort - Épisode 92 : Poème diabolique - Épisode 93 : La victoire, et ensuite...                  |                  |                   |                   |                   |
| 20 | 9 mai 2016       | 978-4-10-771895-2 | 15 février 2017   | 978-2-344-01991-7 |
| Liste des chapitres : - Épisode 94 : La mort venue - Épisode 95 : Le poids d'une vie - Épisode 96 : Forteresse - Épisode 97 : La pire des vermines                                  |                  |                   |                   |                   |

### Tomes 21 à 26
| no | Japonais         | Japonais                            | Français        | Français                            |
| no | Date de sortie   | ISBN                                | Date de sortie  | ISBN                                |
| --- | ---------------- | ----------------------------------- | --------------- | ----------------------------------- |
| 21 | 9 septembre 2016 | 978-4-10-771918-8                   | 7 juin 2017     | 978-2-344-02192-7                   |
| Liste des chapitres : - Épisode 98 : Dominateur - Épisode 99 : Soulèvement - Épisode 100 : Folie au clair de lune - Épisode 101 : Esprit malin |                  |                                     |                 |                                     |
| 22 | 7 janvier 2017   | 978-4-10-771949-2                   | 4 octobre 2017  | 978-2-344-02526-0                   |
| Liste des chapitres : - Épisode 102 : Au pied du mur - Épisode 103 : Face à l'adversité - Épisode 104 : Un désir de tout recommencer - Épisode 105 : Game Over |                  |                                     |                 |                                     |
| 23 | 9 mai 2017       | 978-4-10-771980-5                   | 7 février 2018  | 978-2-344-02742-4                   |
| Liste des chapitres : - Épisode 106 : Crime et châtiment - Épisode 107 : Monster - Épisode 108 : Une escouade de drones - Épisode 109 : Massacre |                  |                                     |                 |                                     |
| 24 | 8 septembre 2017 | 978-4-10-772011-5                   | 22 août 2018    | 978-2-344-02970-1                   |
| Liste des chapitres : - Épisode 110 : Face à face - Épisode 111 : La riposte de Sakamoto - Épisode 112 : L'aisance des puissants - Épisode 113 : Une partie en coopération |                  |                                     |                 |                                     |
| 25 | 9 février 2018   | 978-4-10-772051-1                   | 20 février 2019 | 978-2-344-03361-6                   |
| Liste des chapitres : - Épisode 114 : Rassemblement - Épisode 115 : Une infériorité écrasante - Épisode 116 : Sous protection divine - Épisode 117 : Renversement de situation |                  |                                     |                 |                                     |
| 26 | 9 août 2018,     | 978-4-10-772109-9 978-4-10-772110-5 | 15 mai 2019,    | 978-2-344-03630-3 978-2-344-03629-7 |
| Liste des chapitres : Light Edition : - Épisode 118 : Guerre par procuration - Épisode 119 : Mêlée - Épisode 120 : Duel à mort - Épisode 121 : Évasion Dark Edition : - Épisode 118 : Bifurcation - Épisode 119 : Un soutien bienvenu - Épisode 120 : Le coup du sort - Épisode 121 : LAST HOPE |                  |                                     |                 |                                     |

### Édition japonaise
1. 1 2  (ja) « Tome 1 », sur Shinchōsha
2. 1 2  (ja) « Tome 2 », sur Shinchōsha
3. 1 2  (ja) « Tome 3 », sur Shinchōsha
4. 1 2  (ja) « Tome 4 », sur Shinchōsha
5. 1 2  (ja) « Tome 5 », sur Shinchōsha
6. 1 2  (ja) « Tome 6 », sur Shinchōsha
7. 1 2  (ja) « Tome 7 », sur Shinchōsha
8. ↑  (ja) « Tome 7 – Édition collector », sur Shinchōsha
9. 1 2  (ja) « Tome 8 », sur Shinchōsha
10. 1 2  (ja) « Tome 9 », sur Shinchōsha
11. 1 2  (ja) « Tome 10 », sur Shinchōsha
12. 1 2  (ja) « Tome 11 », sur Shinchōsha
13. 1 2  (ja) « Tome 12 », sur Shinchōsha
14. 1 2  (ja) « Tome 13 », sur Shinchōsha
15. 1 2  (ja) « Tome 14 », sur Shinchōsha
16. 1 2  (ja) « Tome 15 », sur Shinchōsha
17. 1 2  (ja) « Tome 16 », sur Shinchōsha
18. 1 2  (ja) « Tome 17 », sur Shinchōsha
19. 1 2  (ja) « Tome 18 », sur Shinchōsha
20. 1 2  (ja) « Tome 19 », sur Shinchōsha
21. 1 2  (ja) « Tome 20 », sur Shinchōsha
22. 1 2  (ja) « Tome 21 », sur Shinchōsha
23. 1 2  (ja) « Tome 22 », sur Shinchōsha
24. 1 2  (ja) « Tome 23 », sur Shinchōsha
25. 1 2  (ja) « Tome 24 », sur Shinchōsha
26. 1 2  (ja) « Tome 25 », sur Shinchōsha
27. 1 2  (ja) « Tome 26 - Light », sur Shinchōsha
28. 1 2  (ja) « Tome 26 - Dark », sur Shinchōsha

### Édition française
1. 1 2  « Tome 1 », sur Glénat
2. 1 2  « Tome 2 », sur Glénat
3. 1 2  « Tome 3 », sur Glénat
4. 1 2  « Tome 4 », sur Glénat
5. 1 2  « Tome 5 », sur Glénat
6. 1 2  « Tome 6 », sur Glénat
7. 1 2  « Tome 7 », sur Glénat
8. 1 2  « Tome 8 », sur Glénat
9. 1 2  « Tome 9 », sur Glénat
10. 1 2  « Tome 10 », sur Glénat
11. 1 2  « Tome 11 », sur Glénat
12. 1 2  « Tome 12 », sur Glénat
13. 1 2  « Tome 13 », sur Glénat
14. 1 2  « Tome 14 », sur Glénat
15. 1 2  « Tome 15 », sur Glénat
16. 1 2  « Tome 16 », sur Glénat
17. 1 2  « Tome 17 », sur Glénat
18. 1 2  « Tome 18 », sur Glénat
19. 1 2  « Tome 19 », sur Glénat
20. 1 2  « Tome 20 », sur Glénat
21. 1 2  « Tome 21 », sur Glénat
22. 1 2  « Tome 22 », sur Glénat
23. 1 2  « Tome 23 », sur Glénat
24. 1 2  « Tome 24 », sur Glénat
25. 1 2  « Tome 25 », sur Glénat
26. 1 2  « Tome 26 Light Edition », sur Glénat
27. 1 2  « Tome 26 Dark Edition », sur Glénat